# Reinhold Müller (Mathematiker)
Reinhold Heinrich Robert Müller (* 11. Mai 1857 in Dresden; † 4. März 1939 in Darmstadt) war ein deutscher Mathematiker und Kinematiker.

## Leben

### Familie und Ausbildung
Der evangelisch getaufte Reinhold Müller, Sohn des Bäckermeisters Ludwig Reinhold Müller und dessen Ehefrau Henriette geborene Wolf, Abiturient am Dresdener Annen-Realgymnasium, wandte sich ab 1874 dem Studium des Bauingenieurswesens am Königlich-Sächsischen Polytechnikum zu. Ein Jahr später sattelte Reinhold Müller zum Studium der Mathematik und Physik um, 1877 wechselte er an die Universität Leipzig, 1879 legte er die Lehramtsprüfung ab, 1883 wurde er bei Felix Klein zum Dr. phil. promoviert.
Reinhold Müller heiratete im Jahre 1887 die aus Braunschweig stammende Wilhelmine Keuffel, Tochter des Fabrikdirektors Johann Keuffel sowie dessen Ehegattin Wilhelmine geborene Helle. Diese Ehe blieb kinderlos. Der zuletzt in Darmstadt wohnhafte Müller verstarb Anfang März 1939 im Alter von 81 Jahren.

### Beruflicher Werdegang
Reinhold Müller erhielt ein Jahr nach der Lehramtsprüfung eine Stelle als Lehrer am Königlichen Gymnasium in Dresden-Neustadt. Der später zum Oberlehrer Beförderte schied 1884 aus dem Schuldienst aus. Im Folgejahr nahm er den Ruf auf eine ordentliche Professur für Darstellende Geometrie an der Herzoglichen Technischen Hochschule Carolo-Wilhelmina zu Braunschweig an. Nach der Ablehnung einer Berufung an die Technische Hochschule in Wien übersiedelte Müller 1907 in der Position eines ordentlichen Professors für Darstellende Geometrie und Kinematik, seit 1911 für Mathematik, an die Technische Hochschule Darmstadt. Müller, der darüber hinaus in den Studienjahren 1913/14 sowie 1916/17 das Rektorat sowie von 1908 bis 1911 das Dekanat der Allgemeinen Abteilung und von 1920 bis 1923 jenes der Abteilung Mathematik, Naturwissenschaft und allgemein bildende Fächer innehielt, wurde 1928 emeritiert.
Der 1900 zum Mitglied der Deutschen Akademie der Naturforscher Leopoldina gewählte, 1910 zum Geheimen Hofrat ernannte, 1928 mit der Ehrendoktorwürde der technischen Wissenschaften der TH Dresden und 1936 jener der TH Darmstadt ausgezeichnete Reinhold Müller, trat beeinflusst durch Ludwig Burmester insbesondere mit Beiträgen zur Kinematik hervor.

## Publikationen
- Über eine ein-zweideutige Verwandtschaft, Dissertation. Universität Leipzig, Leipzig 1883.
- Leitfaden für die Vorlesungen über darstellende Geometrie: an der Herzoglichen Technischen Hochschule zu Braunschweig. F. Vieweg, Braunschweig 1899.
- Die geometrische Reliefperspektive in ihrer Anwendung auf die Werke der bildenden Kunst. Koch, Darmstadt 1908.
- Über die Anfänge und über das Wesen der malerischen Perspektive: Rede [am 21. Oktober 1913, Technische Hochschule Darmstadt]. In: Technische Hochschule <Darmstadt>: Feierliche Übergabe des Rektorates, 1913/14 (1913).
- Einführung in die theoretische kinematik: insbesondere für studierende des maschinenbaues der elektrotechnik und der mathematik. Julius Springer, Berlin 1932.